# Egerszalók

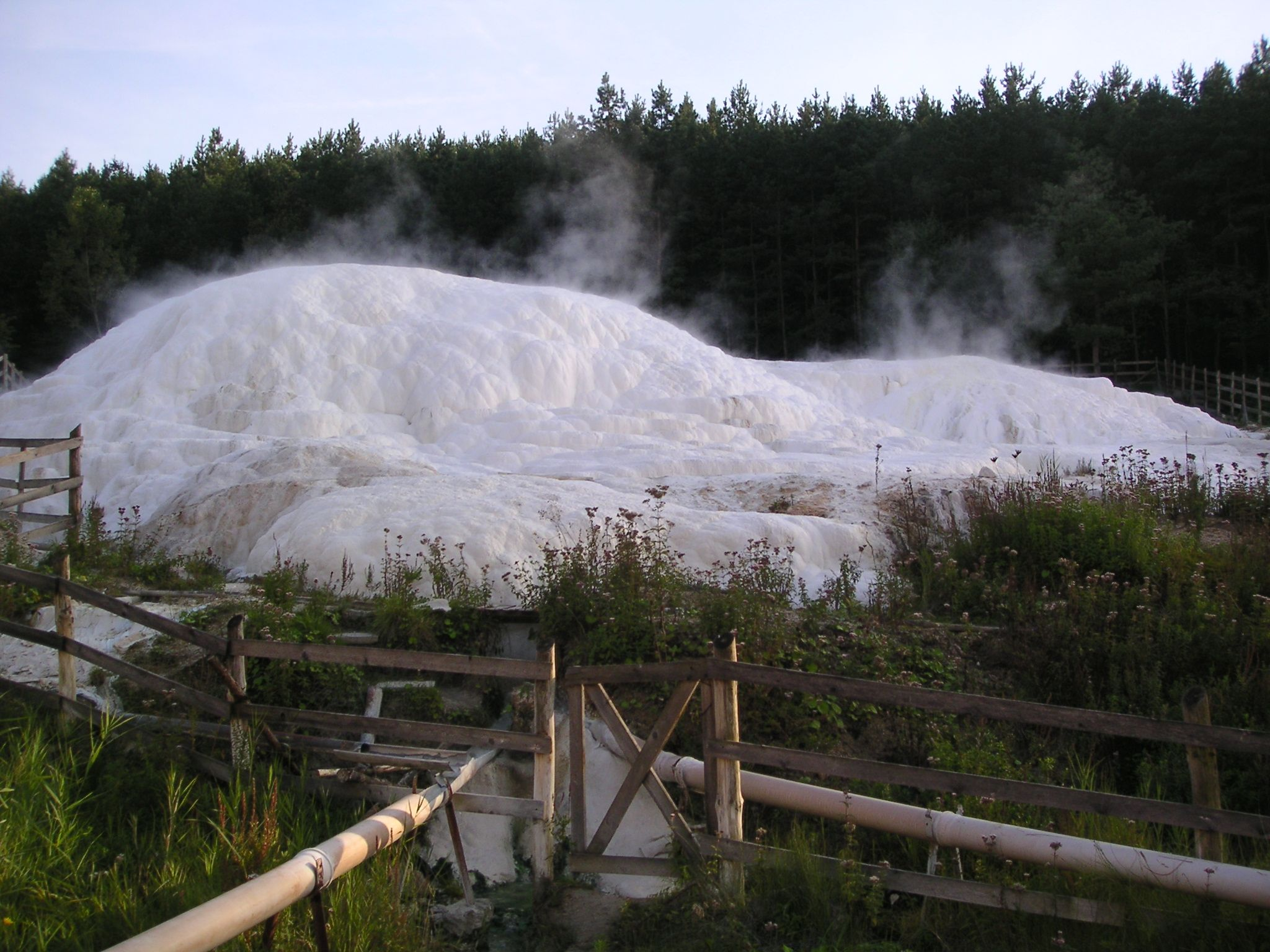
Gorące źródła w Egerszalok

Egerszalók położony jest w odległości 100 km od Budapesztu i 8 km na południowy zachód od Egeru. Gmina liczy 1884 mieszkańców (styczeń 2011) i zajmuje obszar 23,11 km².
Egerszalók położony jest między pasmami gór Bukowych i Mátra, w dolinie potoku Laskó.

## Turystyka
- Gorące źródła lecznicze – tryskające z głębokości  ponad 400 m, o temp.  65–68 °C
- Termalne kąpieliska lecznicze – woda o wysokiej zawartości wapnia, magnezu, siarki, doskonała w leczeniu schorzeń reumatycznych i w pourazowych zabiegach rehabilitacyjnych.
- Wzgórza solne – atrakcyjne tarasowe formacje wapienne tworzone przez wodę spływającą ze zbocza góry
- Mieszkania w jaskiniach – zamieszkałe do lat 1960 (skansen na końcu ul. Sáfrány – zabytek historii wiejskiej architektury)
- Kamienne ule
- Winiarstwo i winne piwnice
- Barokowy kościół rzymskokatolicki wzniesiony w roku 1738
- Plebania wzniesiona w stylu późnego baroku w latach 1831-34
- Pomnik św. Jana Nepomuka  z lat 1880, późny barok
- Kamienny most nad potokiem Laskó z XIX w.